# Гимназия № 19
Гимна́зия № 19 и́мени Н.З. Попо́вичевой — среднее муниципальное общеобразовательное учреждение города Липецка. Гимназия расположена по адресу улица Семашко, 68. Носит имя Н. З. Поповичевой, занимавшей пост директора с 1984 по 2002 год.

## История гимназии
Средняя общеобразовательная школа № 19 была открыта в 1939 году. До 1958 года здание школы было двухэтажным, после чего был пристроен третий этаж. Сначала это была начальная школа, затем — «восьмилетка», а с 1950-х годов — «десятилетка».
В 1963 году в школе появился спортзал. В 1978 году была сделана пристройка, где разместились производственные мастерские, столовая. В 1991 году реконструировали фойе первого этажа. В 2008 году в гимназии открылся музей музей «Липецкая капитанская дочка», посвящённый Марии Алексеевне Ганнибал-Пушкиной, бабушке А. С. Пушкина.
В 2010 году гимназия № 19 победила в городском конкурсе «Сильный профсоюз — сильная первичка». Весной 2014 года гимназия заняла первое место в областном конкурсе «Коллективный договор, эффективность производства — основа защиты социально-трудовых прав граждан» в номинации «Лучший коллективный договор в организациях непроизводственной сферы». В сентябре 2014 года гимназия № 19 вошла в список 500 лучших школ России.
В 2015 году гимназия вошла в список 500 лучших школ России. В него попадают образовательные учреждения, которые «продемонстрировали высокие образовательные результаты в 2014—2015 учебном году». В 2019 году гимназия отпраздновала юбилей — 80 лет.

## Список директоров
Школьные архивы и воспоминания ветеранов сохранили имена почти всех директоров:
- Черкасова З. А. (02.02.1944-31.12.1945)
- Стуров М. В. (01.01.1946-24.04.1947)
- Вишняков Т. С. (25.04.1947-31.08.1948)
- Ёркин Н. М. (01.09.1948-10.07.1953)
- Черников П. М. (11.07.1953-30.08.1957)
- Пополитов И. А. (15.10.1958-08.08.1965)
- Коваленко Е. М. (09.08.1965-23.10.1984)
- Поповичева Н. З. (24.10.1984-18.09.2002)
- Корнякова Л. М. (06.11.2002-28.02.2004)
- Пиндюрина Р. Е. (с 01.03.2004-08.07.2021)
- Буева М. А. (с 09.07.2021)

## Деятельность Н. З. Поповичевой
Нина Зиновьевна Поповичева пришла работать в школу № 19 в октябре 1969 года. Она работала вожатой, учителем, завучем, а в октябре 1984 года стала директором школы.
С директорством Поповичевой связано внедрение инновационных технологий, новых принципов воспитания и образования. С 1985 года 19-я школа становится экспериментальной площадкой. С 1992 года совместно с РАНО начинается экспериментальная деятельность по программе «Классный воспитатель». К настоящему времени эксперимент внедрён в жизнь, а его результаты стали достоянием гласности педагогической общественности.
Благодаря усилиям Н. З. Поповичевой в марте 1994 года школа № 19 получила статус общеобразовательной школы с гимназическими классами, а в 2000 году ей был присвоен статус гимназии.
18 сентября 2002 года заслуженный учитель РФ Н. З. Поповичева скончалась. В мае 2003 года гимназии № 19 было присвоено имя её бывшего директора заслуженного учителя школы РФ Нины Зиновьевны Поповичевой, чья педагогическая деятельность в 1969—2002 годах была связана со школой.